# Bandera de Pesquera
La bandera de Pesquera es uno de los símbolos del ayuntamiento de Pesquera (Cantabria), junto a su escudo. Dicha Bandera es de paño rectangular, dividida horizontalmente en tres franjas, la central de color blanco, la superior de color azul y la inferior de color rojo; lleva sobrepuesto en la franja blanca el escudo de armas timbrado.
La bandera fue adoptada en Asamblea Vecinal celebrada el día 4 de febrero de 2006 siendo autorizada por el Consejo de Gobierno de Cantabria el día 22 de marzo de 2007, previo informe favorable emitido por la Real Academia de la Historia con fecha 27 de diciembre de 2006.